# Taraxella solitaria
Taraxella solitaria är en spindelart som beskrevs av Fred R. Wanless 1984. Taraxella solitaria ingår i släktet Taraxella och familjen hoppspindlar. Inga underarter finns listade i Catalogue of Life.